# Municipio de Parke
El municipio de Parke (en inglés: Parke Township) es un municipio ubicado en el condado de Clay en el estado estadounidense de Minnesota. En el año 2010 tenía una población de 485 habitantes y una densidad poblacional de 5,2 personas por km².

## Geografía
El municipio de Parke se encuentra ubicado en las coordenadas 46°46′00″N 96°13′46″O / 46.76667, -96.22944. Según la Oficina del Censo de los Estados Unidos, el municipio tiene una superficie total de 93.34 km², de la cual 88,42 km² corresponden a tierra firme y (5,27 %) 4,92 km² es agua.

## Demografía
Según el censo de 2010, había 485 personas residiendo en el municipio de Parke. La densidad de población era de 5,2 hab./km². De los 485 habitantes, el municipio de Parke estaba compuesto por el 96,91 % blancos, el 0,41 % eran amerindios, el 0,21 % eran asiáticos, el 1,86 % eran de otras razas y el 0,62 % eran de una mezcla de razas. Del total de la población el 2,68 % eran hispanos o latinos de cualquier raza.